# Fischschwanzpalmen
Die Fischschwanz- oder Brennpalmen  (Caryota) sind eine Pflanzengattung innerhalb der Familie der Palmengewächse (Arecaceae). Die etwa 14 Arten sind von Südasien bis in den Südwestpazifik verbreitet. Als einzige Palmengattung besitzt sie doppelt gefiederte Blätter; die Fiederblättchen sind fischschwanzförmig.

## Beschreibung

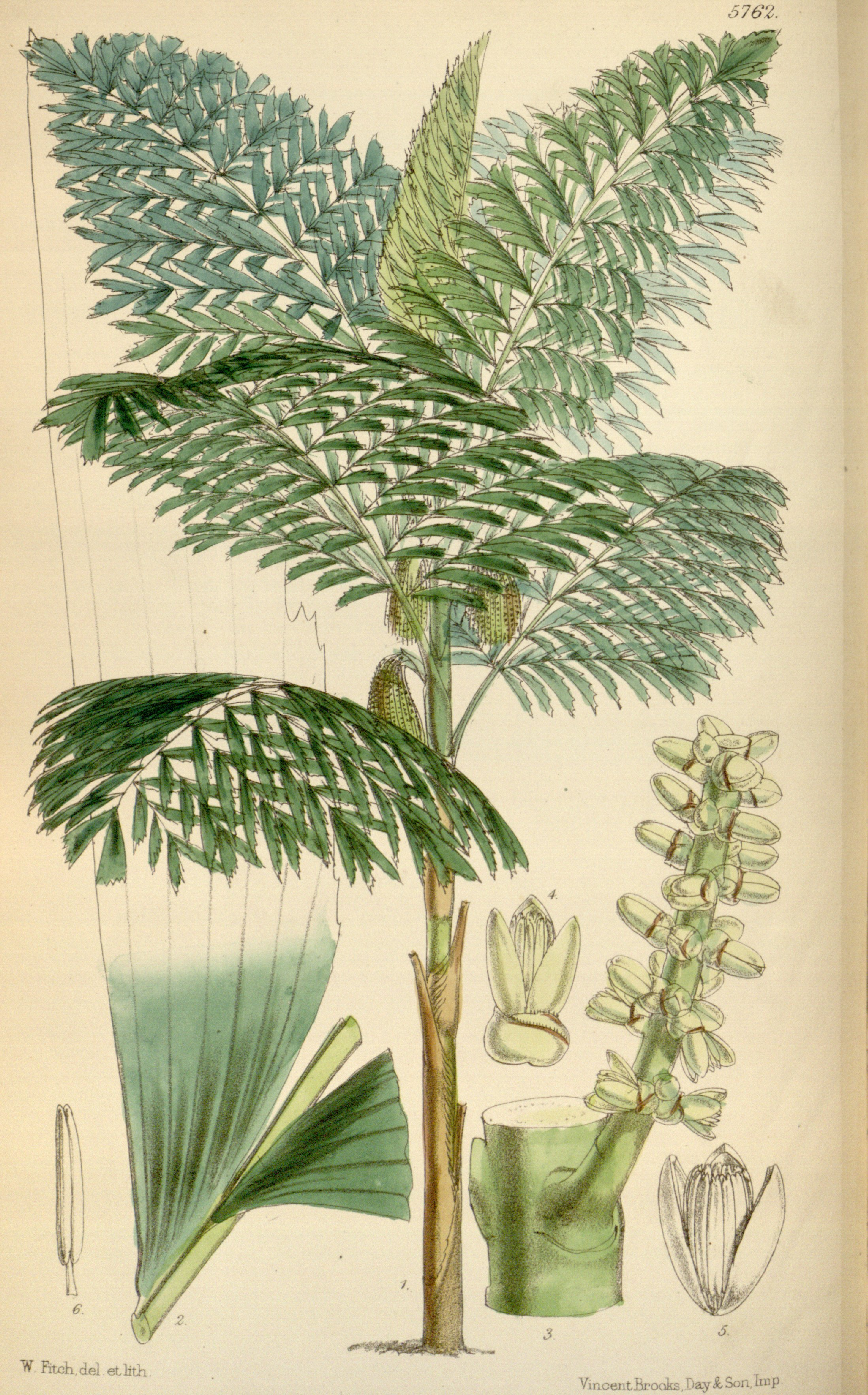
Illustration von Caryota cumingii

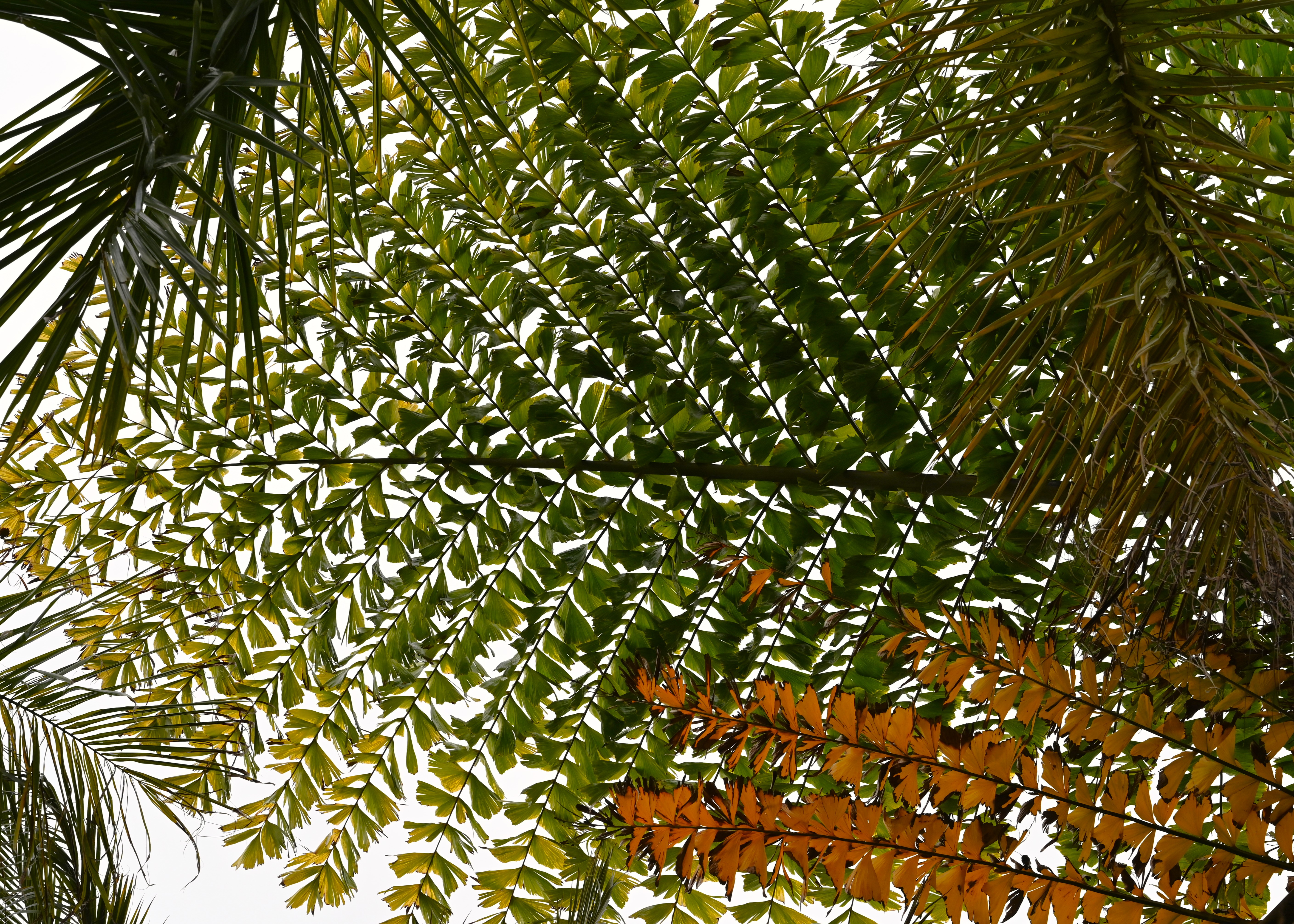
Doppelt gefiedertes Blatt von Caryota obtusa

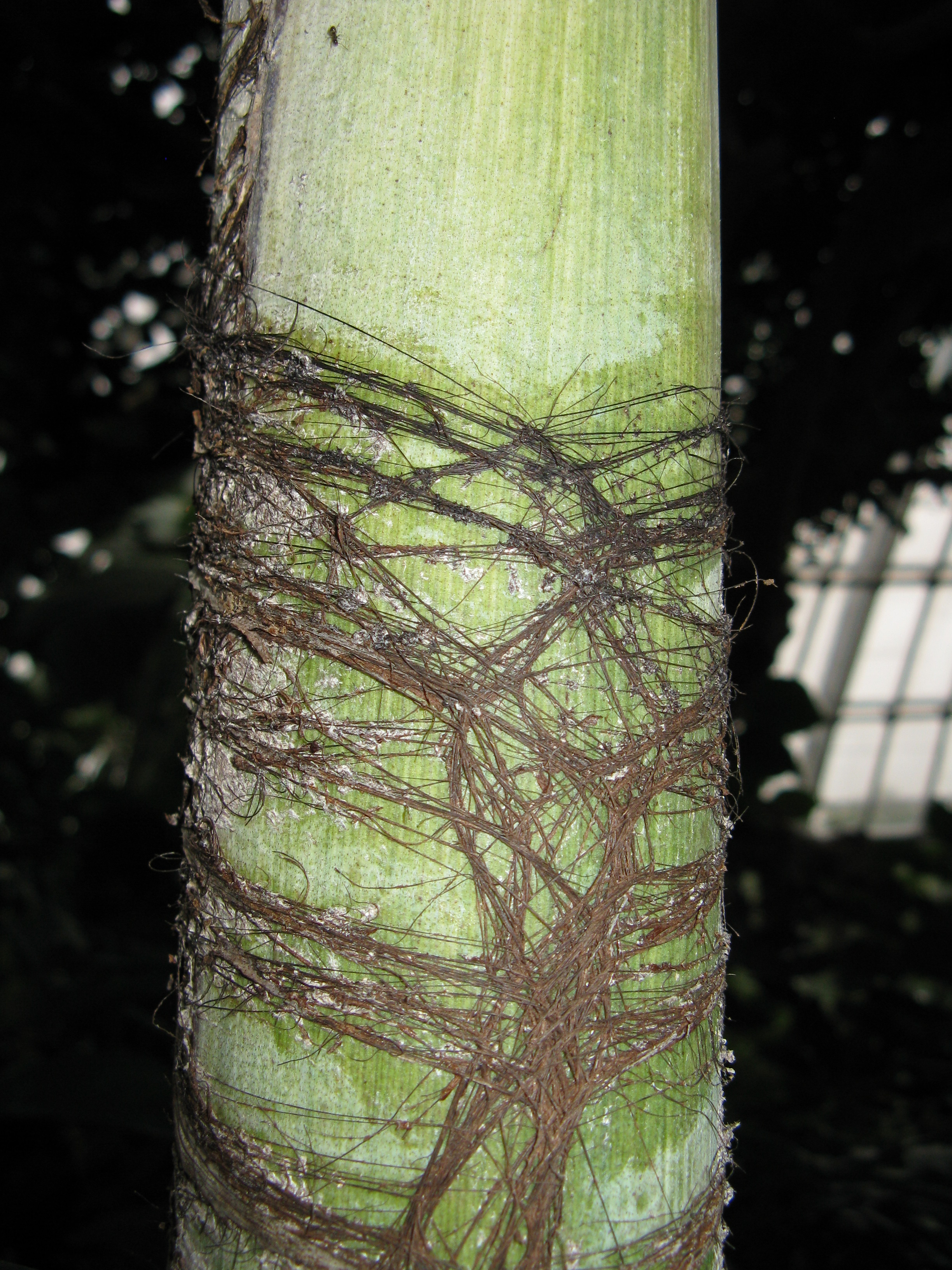
Faserige Blattscheide bei Caryota mitis

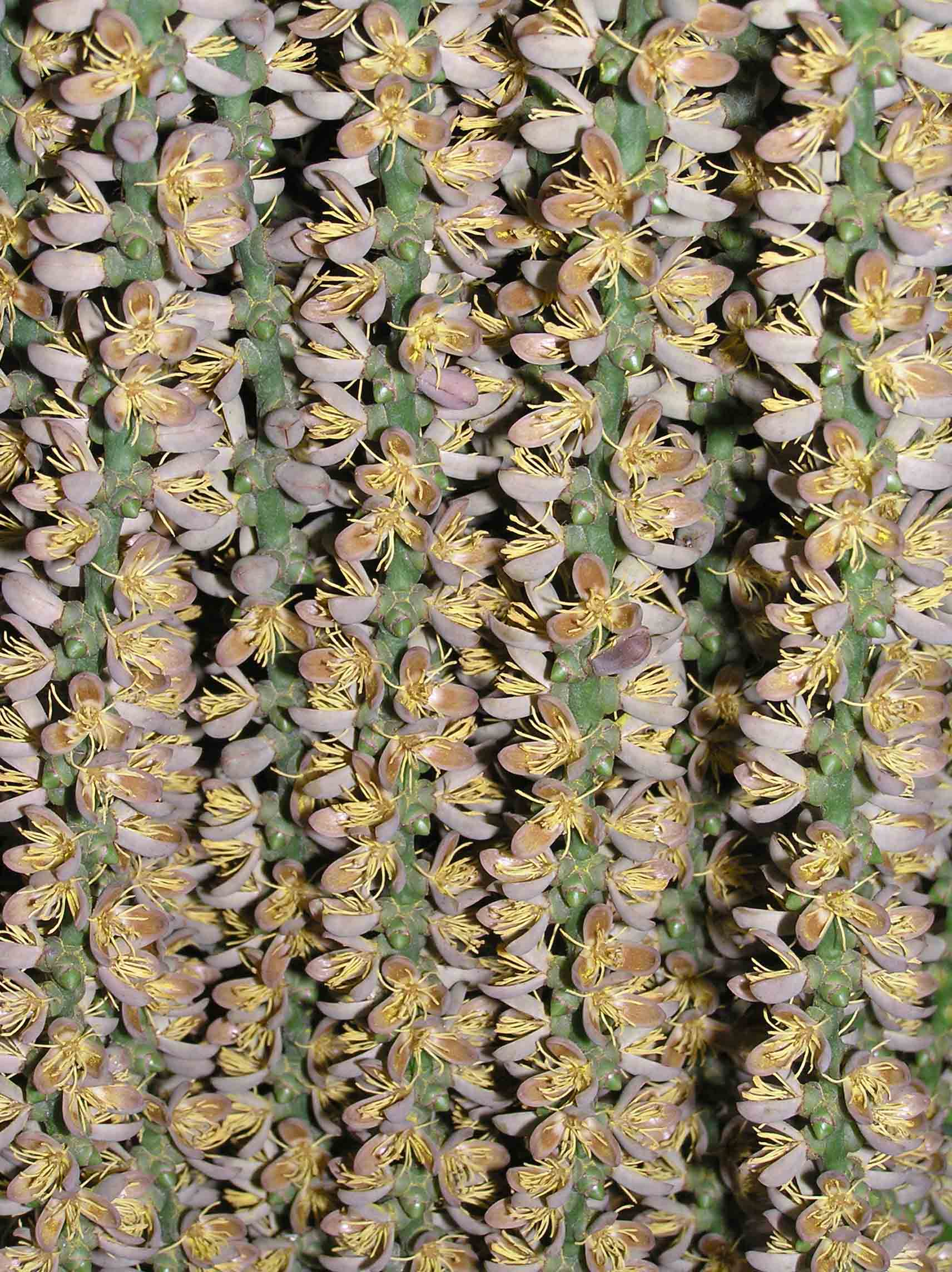
Ausschnitt eines Blütenstandes mit Blüten im Detail von Caryota maxima

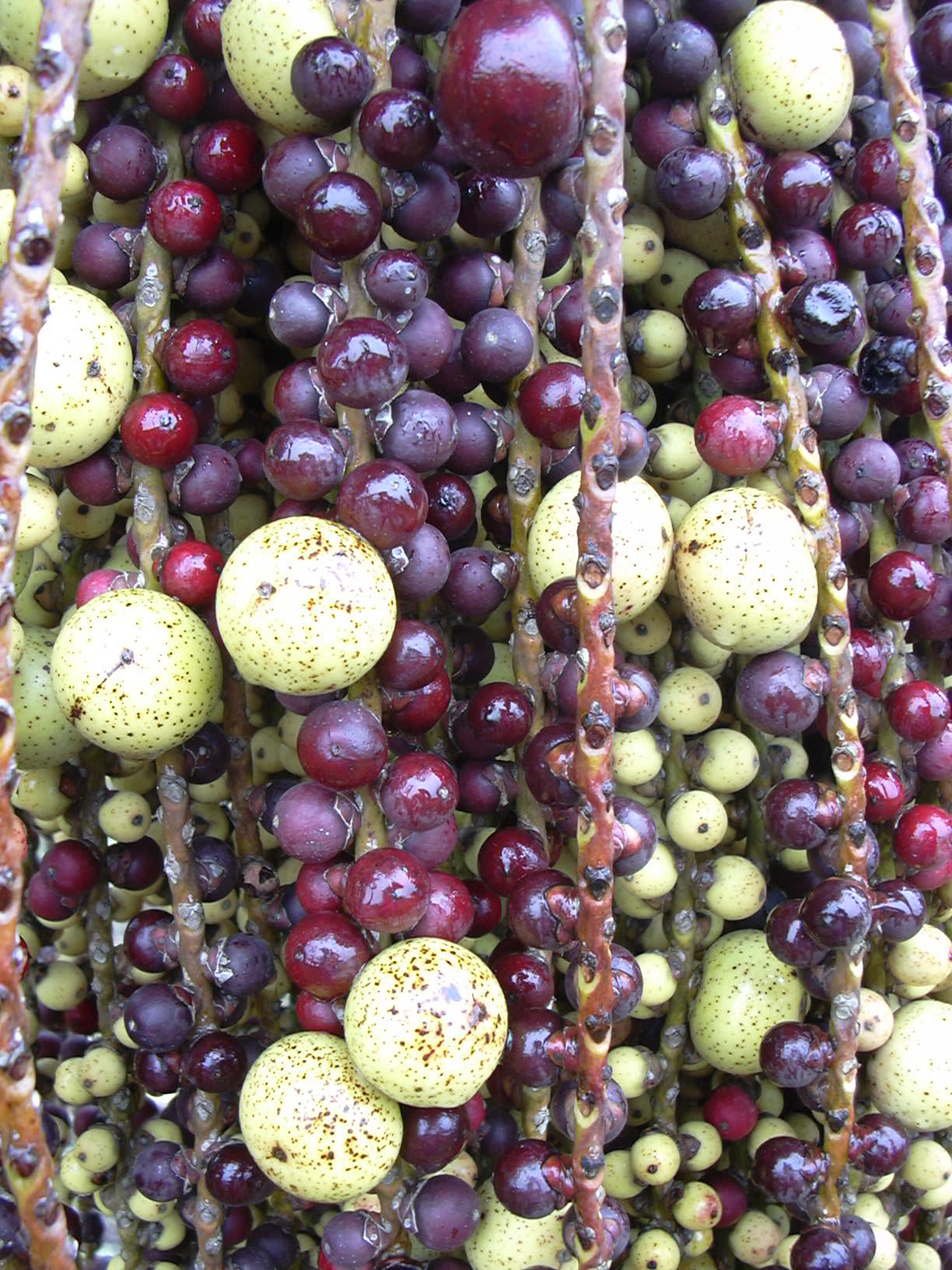
Fruchtstand von Caryota urens

### Habitus
Caryota-Arten sind mittelgroße bis große einzel- oder mehrstämmige Palmen. Sie blühen und fruchten nur einmal (hapaxanth). Die Stämme besitzen verlängerte Internodien, die zunächst von dauerhaften faserigen Blattbasen und Scheiden verdeckt werden. Nach einiger Zeit werden sie kahl und sind dann auffällig mit ringförmigen, schmalen Blattnarben bedeckt.

### Blätter
Die Blätter sind doppelt gefiedert, lediglich Jungpflanzen sind einfach gefiedert. Abgestorbene Blätter verbleiben am Stamm (Marzeszenz) oder fallen durch das Eigengewicht ab. Die Blattscheide ist dreieckig, gegenüber dem Blattstiel zerfällt sie in starke schwarze Fasern, die häufig vorhandene Ligula-ähnliche Struktur zerfällt ebenfalls in schwarze Fasern. Die Oberfläche der Blattscheide ist dicht behaart und mit schokoladebraunen Schuppen besetzt.
Der Blattstiel ist schwach bis deutlich ausgeprägt, an der Oberseite gefurcht, an der Unterseite abgerundet. Er trägt eine Behaarung wie die Blattscheide. Die sekundären Blattspindeln stehen regelmäßig an der primären Rhachis. Selten stehen die unteren in Gruppen.
Die Fiederblättchen sind zahlreich und stehen recht regelmäßig an den sekundären Blattspindeln. Sie sind keilförmig und haben keine deutliche Mittelrippe, aber mehrere größere Leitbündel, die von der geschwollenen, manchmal stielartigen Basis ausgehen. Die oberen Ränder sind stark ausgerissen. An der Blattunterseite stehen breite Bänder von schokoladebraunen Schuppen.

### Blütenstände
Caryota-Artensind einhäusig getrenntgeschlechtig (monözisch). Die Blütenstände stehen einzeln und werden in einer basipetalen Reihenfolge gebildet. Sie erscheinen zwischen den Blättern, seltener stehen sie unter der Blattkrone. Sie sind meist einfach verzweigt, seltener doppelt (Caryota ophiopellis), dreifach (Caryota zebrina) oder sie sind ährig (Caryota monostachya).
Der Blütenstandsstiel ist im Querschnitt kreisrund, und dicht mit Schuppen besetzt. Das Vorblatt ist zunächst röhrig, bald aufreißend, zweikielig, relativ klein, dicht behaart und/oder beschuppt. Die rund acht Hochblätter am Blütenstandsstiel sind auffällig, groß und schließen den Blütenstand wie in einer Knospe ein. Sie sind lederig, zunächst röhrig, reißen unregelmäßig auf und sind meist dicht behaart und/oder beschuppt. Die Blütenstandsachse kann kürzer oder länger als der Blütenstandsstiel sein. Die blütentragenden Seitenachsen (Rachillae) sind spiralig angeordnet, stehen dicht beisammen, sind meist beschuppt. Jede steht in der Achsel eines kleinen, dreieckigen Hochblattes. Die Basis der Rachilla ist etwas geschwollen, der unterste blütenfreie Abschnitt ist kurz bis mittellang. Der distale Bereich ist dicht bis eher entferntstehend spiralig mit proterandrischen Blüten-Triaden besetzt, die in unauffälligen Rachilla-Brakteen stehen. Die Brakteolen der Blüten sind flach und rundlich.

### Blüten
Die männlichen Blüten sind meist länglich und symmetrisch. Die drei Kelchblätter sind getrennt, lederig, rundlich und stehen imbricat. Die drei Kronblätter sind valvat, lederig und an der Basis verwachsen. Sie sind deutlich länger als der Kelch. Es gibt 6 bis etwa 100 Staubblätter. Ihre Filamente sind kurz, an der Basis manchmal verwachsen. Die Antheren sind latrors, das Konnektiv kann zu einer Spitze verlängert sein. Ein Stempelrudiment wird nicht gebildet. Der Pollen ist ellipsoidisch und eher bisymmetrisch. Die Keimöffnung ist ein distaler Sulcus. Die längste Achse misst 26 bis 31 Mikrometer.
Die weiblichen Blüten sind eher kugelig oder länglich. Die drei Kelchblätter sind ledrig, rundlich, imbricat und an der Basis verwachsen. Die drei Kronblätter sind ledrig, valvat und im unteren Drittel bis zur Hälfte röhrig verwachsen. Es sind 0 bis 6 Staminodien vorhanden. Der Fruchtknoten ist rund oder etwas dreikantig. Er besteht aus drei Fruchtfächern, von denen ein oder zwei fertil sind. An der Basis sind Septaldrüsen vorhanden. Die Narbe ist dreilappig und steht apikal. Die Samenanlagen sind hemianatrop und sind adaxial an der Basis des Fruchtfaches befestigt.

### Früchte und Samen
Die Frucht ist kugelig und enthält ein bis zwei Samen. Das Exokarp ist glatt und zur Reife matt, hell oder dunkel gefärbt. Das Mesokarp ist fleischig und mit zahlreichen irritierenden nadelförmigen Kristallen besetzt. Ein Endokarp ist nicht ausdifferenziert. Die Samen stehen basal, sind unregelmäßig kugelig oder halbkugelig, etwas gefurcht oder glatt. Das Endosperm ist glatt oder gefurcht. Der Embryo steht seitlich.

## Vorkommen
Das Verbreitungsgebiet der Gattung reicht von Sri Lanka, Indien und Südchina nach Süden über Südostasien und Malesien bis ins nördliche Australien, die Salomonen und Vanuatu.
Das Klima reicht von Monsun-Klima bis zu immerfeuchten Gebieten. Die Vertreter kommen von Meeresniveau bis in Höhenlagen von 2000 Metern vor. Sie wachsen in Primärwäldern und Sekundärwäldern, in letzteren vor allem Caryota mitis.

### Chromosomensätze
Die Chromosomenzahl beträgt 2n = 34.

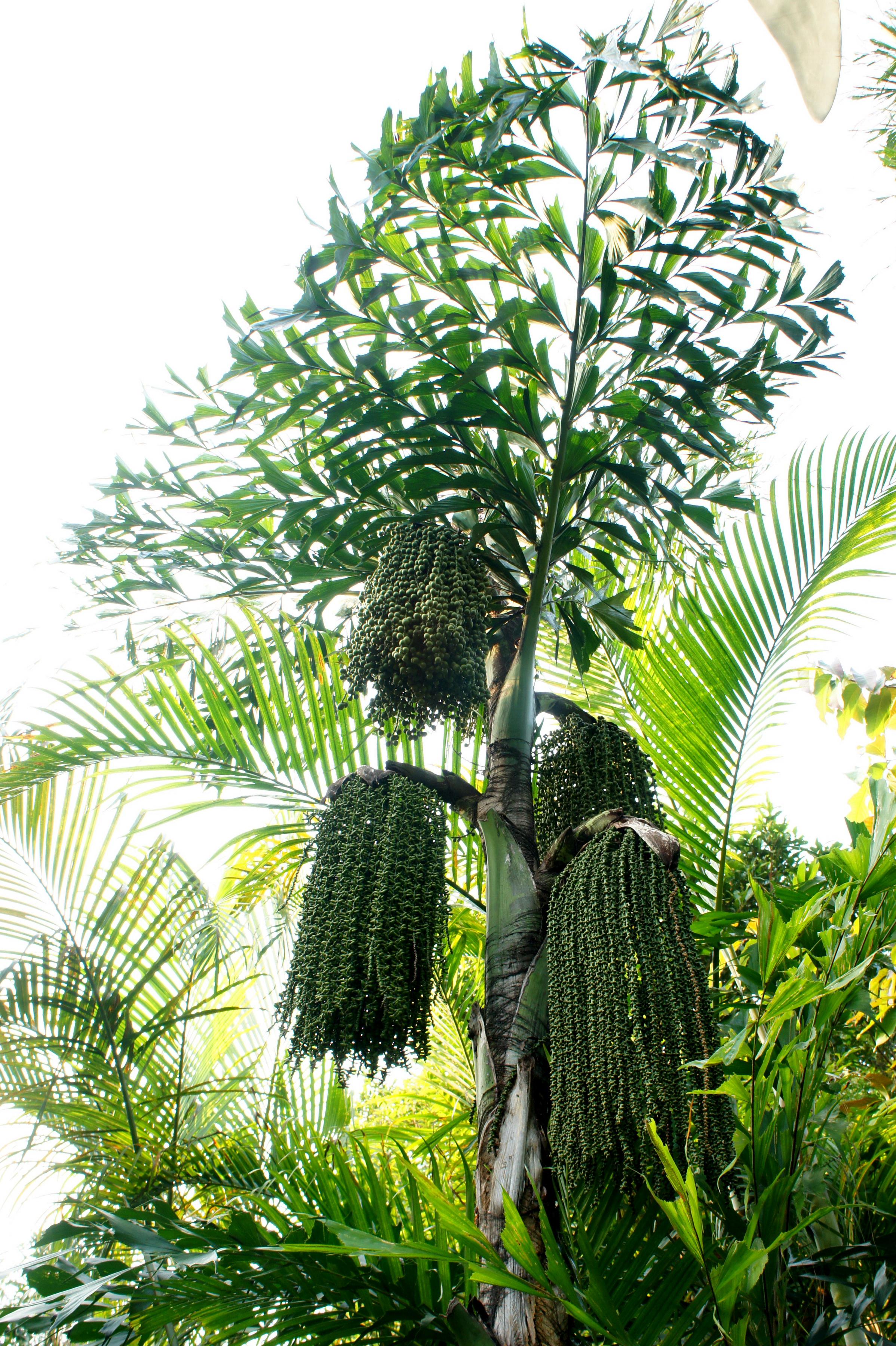
Caryota maxima

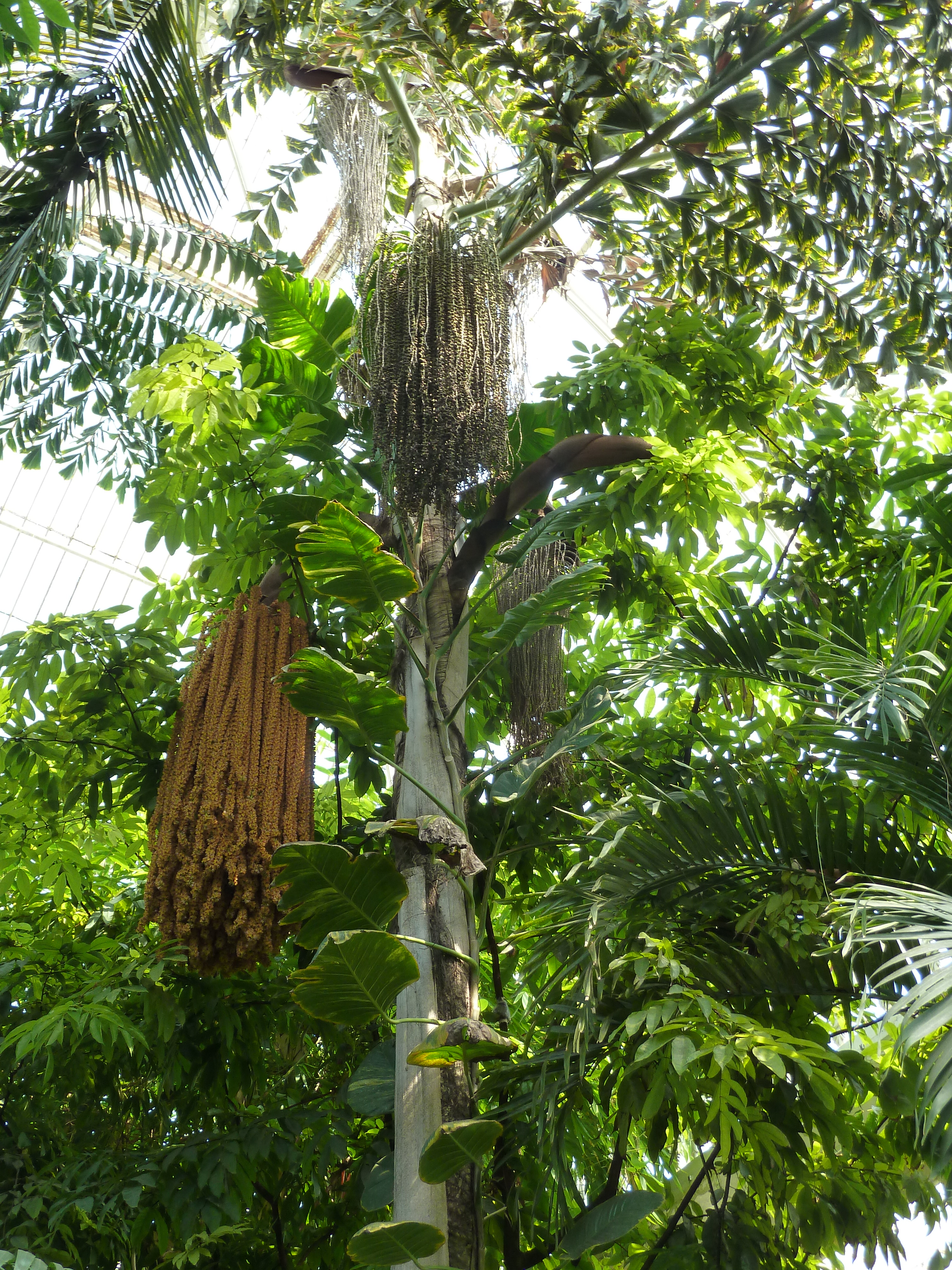
Caryota rumphiana

## Systematik
Die Gattung Caryota wurde 1753 von Carl von Linné in Species Plantarum, Tomus II, Seite 1189 mit Caryota urens aufgestellt. Der Gattungsname Caryota leitet sich vom altgriechischen tó káryon für Nuss ab.
Die Gattung Caryota L. gehört Tribus Caryoteae in der Unterfamilie Coryphoideae innerhalb der Familie Arecaceae. Ihre Schwestergruppe ist die Gruppe aus Wallichia und Arenga. Die Gattung ist monophyletisch.
Seit 2000 gibt es etwa 14 Arten:
- Caryota albertii F.Muell. ex H.Wendl.: Dieser Endemit kommt nur im nördlichen Queensland vor.
- Caryota angustifolia Zumaidar & Jeanson: Dieser Endemit kommt nur in Sulawesi vor.
- Caryota cumingii Lodd. ex Mart.: Die Heimat sind die Philippinen.
- Caryota kiriwongensis Hodel: Die Heimat ist Thailand.
- Caryota maxima Blume: Das Verbreitungsgebiet reicht von Bhutan bis zum südlichen China und Malesien.
- Caryota mitis Lour.: Das Verbreitungsgebiet reicht von Indochina bis zum südlichen China und Malesien.
- Caryota monostachya Becc.: Die Heimat ist das südliche China und das nördliche Vietnam.
- Caryota no Becc.: Die Heimat ist Borneo.
- Caryota obtusa Griff.: Das Verbreitungsgebiet reicht von Arunachal Pradesh bis Yunnan und Indochina.
- Caryota ophiopellis Dowe: Sie ist ein Endemit von Vanuatu.
- Caryota rumphiana Mart.: Das Verbreitungsgebiet reicht von den Philippinen bis Papuasien.
- Caryota sympetala Gagnep.: Die Heimat ist Kambodscha, Laos und Vietnam.
- Caryota urens L.: Sie kommt im südlichen bis südwestlichen Indien und in Sri Lanka vor.
- Caryota zebrina Hambali, Maturb., Heatubun & J.Dransf.: Sie wurde 2000 aus dem westlichen Neuguinea erstbeschrieben.[2]

## Nutzung
Alle Arten werden genutzt. Die Sprossspitzen (Palmherzen) sind essbar und schmackhaft. Aus den Stämmen wird Sago gewonnen, wobei die größeren Arten bevorzugt werden. Das Holz von Caryota urens wird als Bauholz verwendet. Die Fasern der Blattscheiden sind sehr dauerhaft und werden etwa zu Seilen verarbeitet. Die Blütenstände, besonders von Caryota urens werden zur Gewinnung von Palmwein und Zucker angezapft. Etliche Arten werden als Zierpflanzen angepflanzt.

## Belege